# Geschützter Landschaftsbestandteil Birkenbach

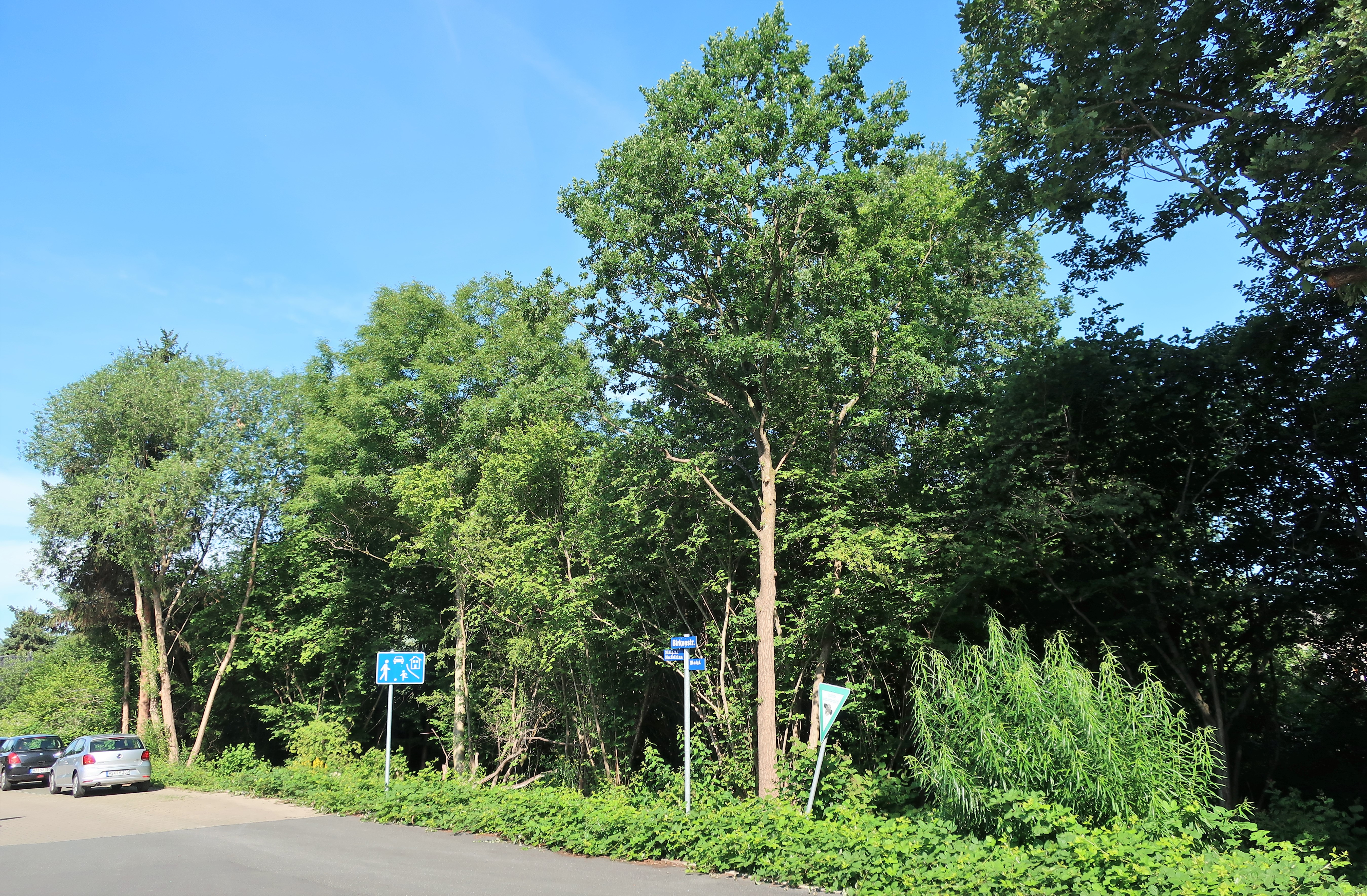
Geschützter Landschaftsbestandteil Birkenbach

Der Geschützte Landschaftsbestandteil Birkenbach mit einer Flächengröße von 2,2 ha liegt auf dem Gebiet der kreisfreien Stadt Hagen in Nordrhein-Westfalen. Der LB wurde 1994 mit dem Landschaftsplan der Stadt Hagen vom Stadtrat von Hagen ausgewiesen.

## Beschreibung
Beschreibung laut Landschaftsplan: „Der geschützte Landschaftsbestandteil befindet sich im Ortsteil Boelerheide zwischen Hügelstraße und Birkenstraße. Es handelt sich um einen Bachlauf mit zum Teil naturnahem, artenreichen Ufergehölz und Krautsäumen. Das Schutzgebiet umfaßt auch eine Wiese mit Quellbereichen und Teile der angrenzenden öffentlichen und privaten Grünflächen.“

## Schutzzweck
Laut Landschaftsplan erfolgte die Ausweisung „zur Sicherung der Leistungsfähigkeit des Naturhaushalts durch Erhalt eines teilweise naturnahen Bachlaufes als Lebensraum insbesondere für die charakteristischen Tier- und Pflanzenarten der Fließgewässer und Quellzonen“.